# José de Ribera
José de Ribera (ook: Jusepe de Ribera, Giuseppe Ribera of Giusepe de Ribera, Xàtiva, 1591 – Napels, 2 september 1652) was een kunstschilder uit de Napolitaanse of Spaanse school. Vermoedelijk werd hij opgeleid door een van de meest vooraanstaande Spaanse schilders van die tijd, Francisco Ribalta. Vanaf 1606 verbleef Ribera in Italië in de artistiek belangrijke steden Parma en Rome; in 1616 vestigde hij zich definitief in Napels, toen deel van het Spaanse Rijk. Ribera was lange tijd hofschilder in dienst van de Spaanse onderkoning Pedro Téllez-Girón. Hij stierf daar in 1652.

## Artistiek
De veelal geopperde invloed van Caravaggio op Ribera's werk wordt niet door elke kunsthistoricus als de enige bron van artistieke bestuiving beschouwd. Andere invloeden hebben zijn artistieke werk eveneens bepaald, men denke, naast andere Italiaanse schilders als Correggio en Veronese, aan de Vlaamse School met Rubens en Antoon van Dyck en aan de Spaanse School (Sevilla) met Velázquez als de voornaamste vertegenwoordigers. Beide scholen onderscheidden zich door hun meer zinnelijke en vrouwelijke aspecten. Niettemin kwam Ribera mogelijk al door zijn leraar en later vooral door zijn verblijf in Italië in contact met caravaggistische invloeden zoals het gebruik van tenebroso (ook wel bekend als clair-obscur, chiaroscuro) en het zogenaamde realisme zoals te zien in zijn voorstellingen van oude, gebrekkige mensen zoals heilige boetelingen.
Na zijn vestiging in Napels werd Ribera de grondlegger van de Napolitaanse school (van Tenebristen) met dramatische chiaroscuro-effecten vol diepgloeiende kleuren. Andere kenmerken van zijn stijl betroffen de expressiviteit van de personages en het weglaten van overbodige verhalende elementen, zodat de achtergrond tot een minimum beperkt werd. Zijn realistische inslag was bijvoorbeeld ook af te lezen aan zijn oog voor details, omdat hij ook een buitengewoon kundig schetser was. Ribera's losse en ook wel heftige kwastgebruik (’alla prima’) betekende echter niet dat zijn schilderwerk het aan zorgvuldigheid en levendigheid ontbrak.
In vergelijking met Caravaggio zou Ribera volgens de ene kunsthistoricus eerder als grotesk en subjectief, volgens de ander zou zijn realisme meer als wrang, bijtend en zelfs gruwelijk te betitelen zijn. Wreedheid zou zelfs een karakteristiek zijn van de Napolitaanse School. In ieder geval werden martelscènes door de ‘maniera grande’ waarin ze geschilderd waren, verheven tot de ultieme retoriek van het christelijk lijden. Ribera's realisme leek bij de klassieke goden en helden eerder spottend van aard te zijn, aangezien zij als aardse stervelingen werden afgebeeld. Zijn weergave van het gewone individu die juist uit die sterfelijke mensheid voorkwam, ging bij Ribera met meer sympathie gepaard.
In de publicatie 'Vermakelijk, weerzinwekkend, fascinerend?' gaat H. Hendrix in op dat aspect van de ouderdom in Ribera's artistieke werk. In tegenstelling tot het gangbare denken van zijn tijd heeft het thema van de ouderdom bij Ribera een positieve lading. Ouderdom werd niet meer op een spottende of denigrerende wijze tegen het jeugdige of het schone afgezet, maar werd een zelfstandig gegeven dat ten eerste inhoudelijk geassocieerd werd met devotie. Ten tweede werd de 'lelijke' vorm van de ouderdom gecompenseerd door de verheven inhoud ervan. Dat had naast een retorisch doel, namelijk bij het publiek emoties opwekken als vrolijkheid, maar ook eerbied, toewijding of vroomheid, eveneens een artistiek doel. Doordat Ribera in staat was het lelijke toch op een esthetisch aangename wijze neer te zetten, toonde hij een vorm van virtuositeit die moest leiden tot ‘meraviglia’ (verwondering). Geplooide buiken en gerimpelde handen waren naast realistische details, ook attributen van oude onaantrekkelijke lichamen die stonden voor de vergankelijkheid van het menselijke bestaan.
Ribera is volgens Hendrix hierdoor te beschouwen als een soort voorloper van de esthetica van het lelijke; onderwerpen mochten qua artistieke uitbeelding best visueel onaantrekkelijk zijn, mits de imitatie ervan middels een vakkundige en smaakvolle wijze in staat was om de negatieve aanblik te doen omslaan in bewondering.
Deze ontwikkeling werd deels bepaald door de religieuze beleving onder het contrareformatorische katholicisme. Het streven naar een nieuw religieus elan was onder andere terug te vinden in de voorstelling van vroegchristelijke martelaren die als voorbeeld diende voor de eigentijdse zendelingen.

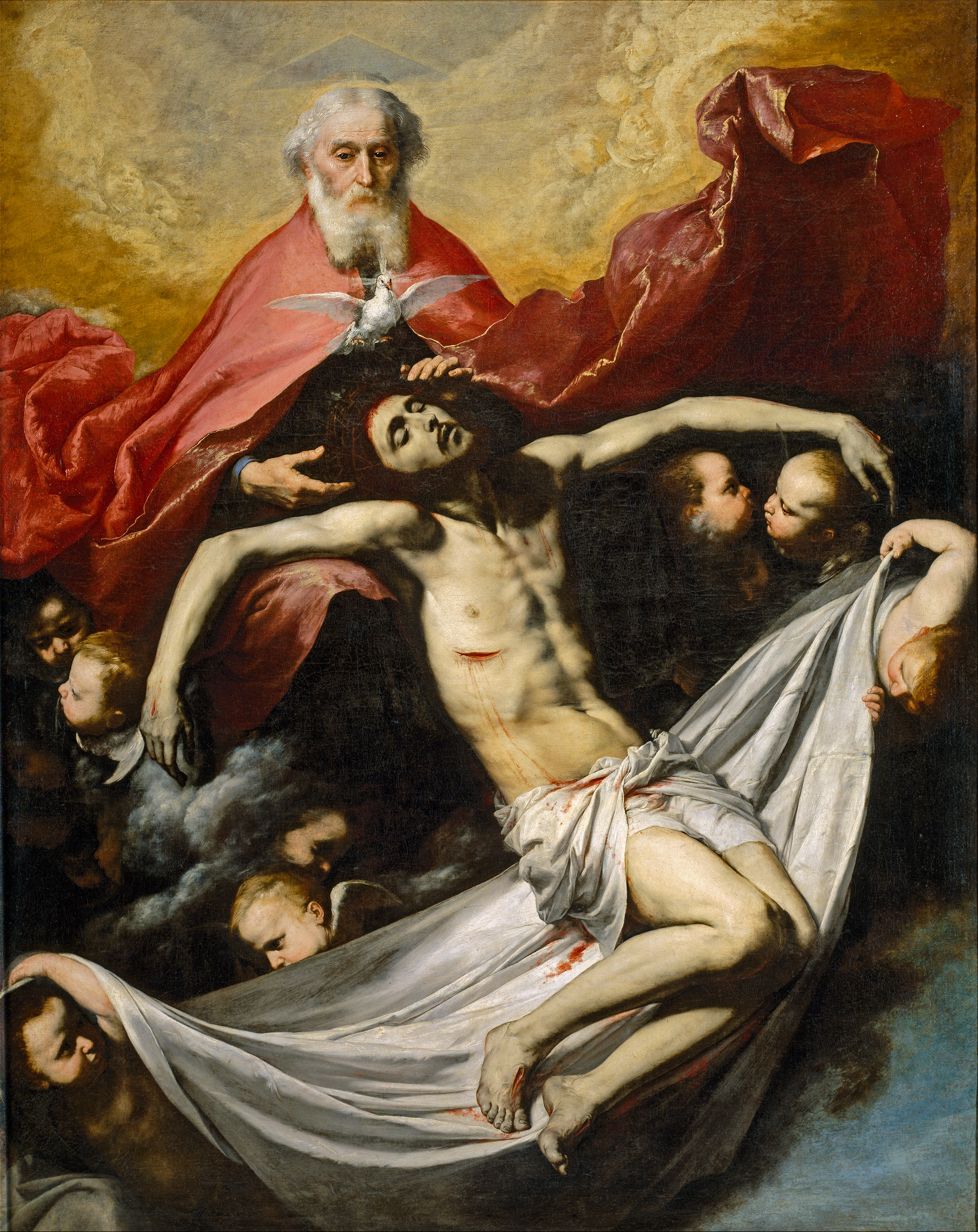
De heilige drie-eenheid, Museo del Prado, Madrid
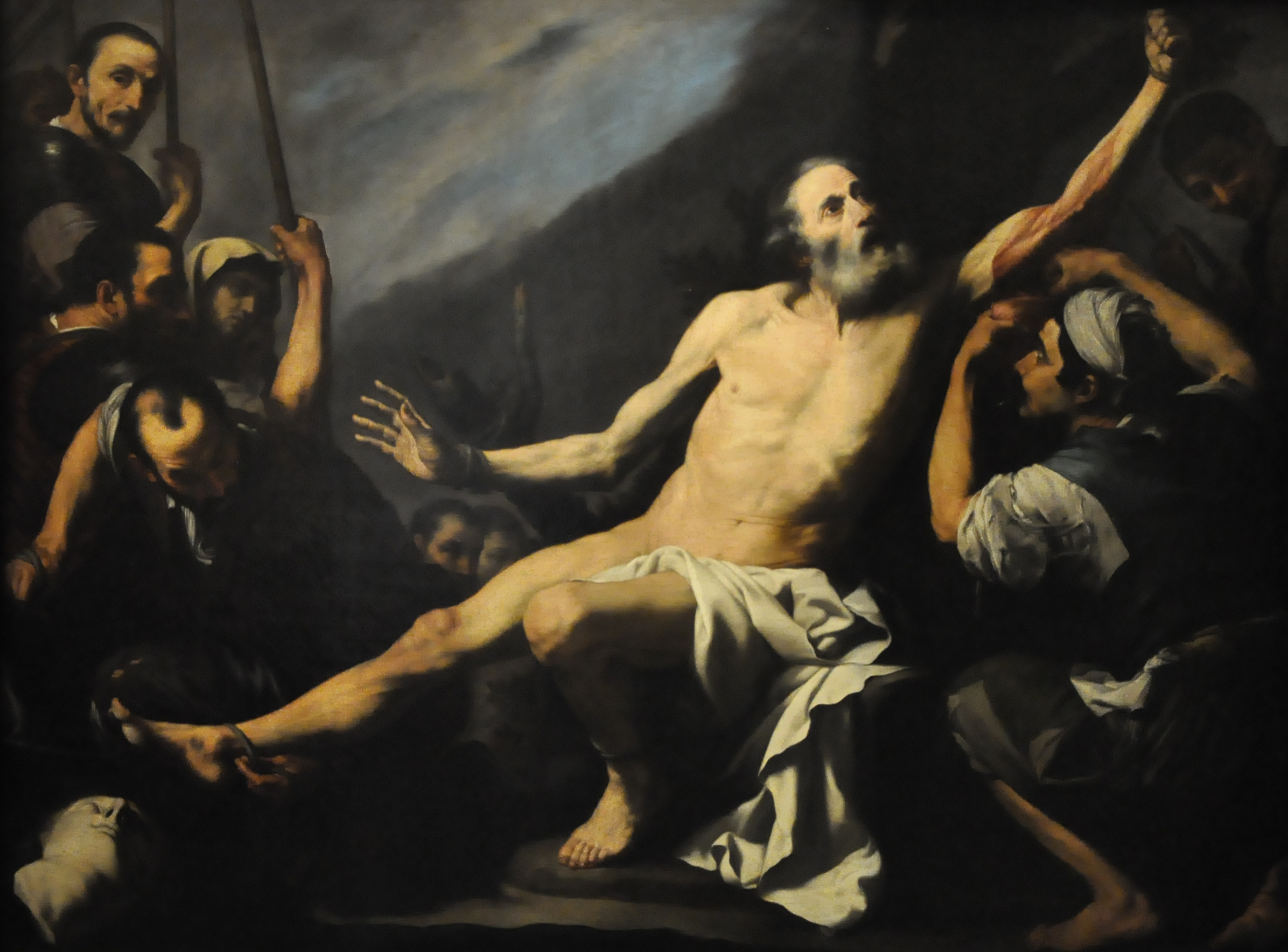
Marteldood Heilige Bartolomeüs, Real Academia de Bellas Artes de San Fernando
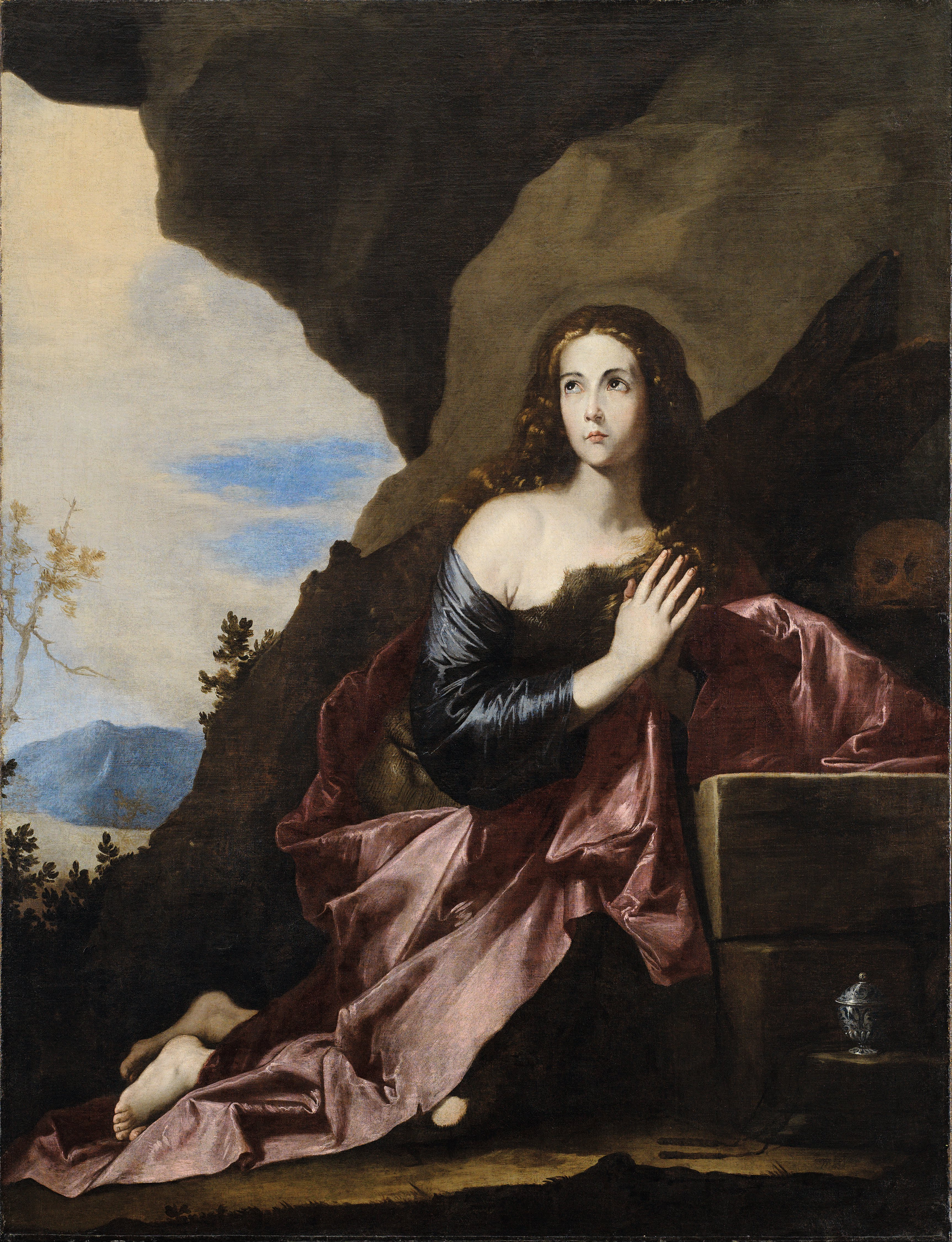
Boetvaardige Heilige Magdalena, Museum van Schone Kunsten, Bilbao
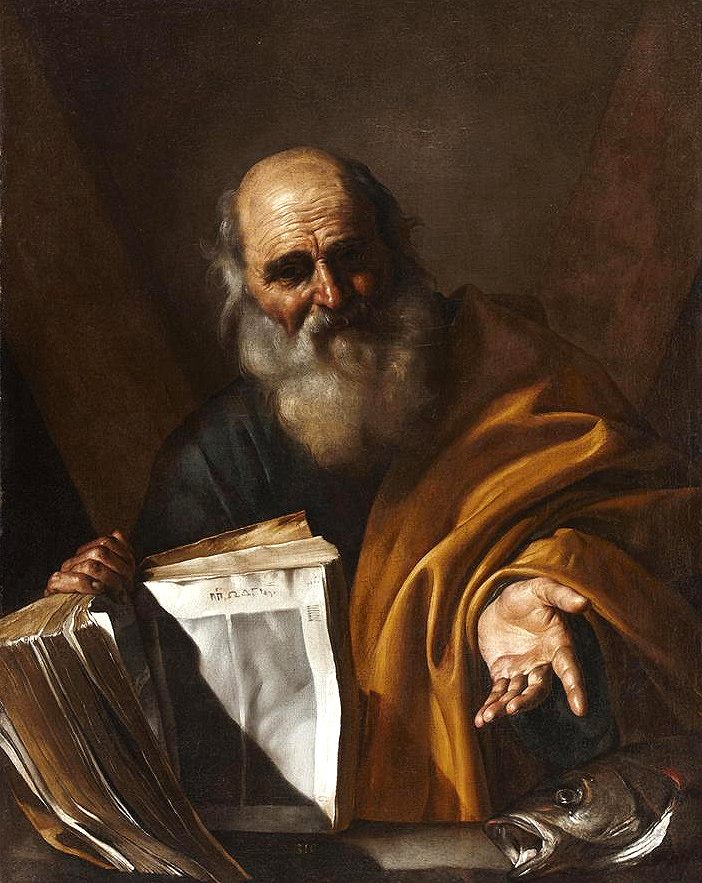
Apostel Andreas, te koop op de kunstbeurs TEFAF in 2010